# Guitar Hero III: Legends of Rock
Guitar Hero III: Legends of Rock es un videojuego de música y el tercer título de la serie Guitar Hero. El juego fue publicado por Activision y RedOctane y es el primero de la serie en ser desarrollado por Neversoft, después de que Activision adquiriera a RedOctane y de que MTV Games comprara a Harmonix Music Systems, el anterior estudio desarrollador de la serie. El juego se lanzó a nivel mundial para las consolas PlayStation 2, Xbox 360, PlayStation 3 y Wii durante el mes de octubre de 2007, en tanto que Budcat Creations y Vicarious Visions ayudaron a desarrollar las versiones para PlayStation 2 y Wii, respectivamente. Aspyr Media se encargó de producir y desarrollar las versiones respectivas para PC y Mac, que se pusieron a la venta a finales de 2007.
Guitar Hero III conserva el mismo sistema de juego básico de los dos anteriores juegos de la serie, en el que el jugador utiliza un control con forma de guitarra para simular que toca la guitarra líder, rítmica o el bajo eléctrico en diferentes canciones de género rock. Para jugar se debe tocar, en el momento adecuado, una serie de notas que van apareciendo a lo largo de pantalla y conseguir así puntos para poder ganar. Además de diferentes modos para un solo jugador dentro del modo carrera, el juego ofrece un nuevo modo de carrera por cooperación y diferentes desafíos que le permiten al jugador enfrentarse a varios personajes, así como a otros jugadores. Asimismo, Legends of Rock fue el primer título de la serie en ofrecer un sistema de juego en línea, el cual solo está disponible para las versiones de la PlayStation 3, Xbox 360 y Wii. En un principio, el juego contiene únicamente 70 canciones, las cuales en su mayoría son grabaciones masterizadas, en tanto que las versiones para Xbox 360 y PlaySation 3 permiten descargar contenido adicional. Los músicos Tom Morello (de las bandas Rage Against the Machine y Audioslave) y Slash (de Guns 'N Roses y Velvet Revolver) figuran en el juego como jefes y también como  personajes controlables. Las versiones para PC, PlayStation 3 y Xbox 360 también incluyen a Bret Michaels (de Poison), pero este no es un personaje que puede controlarse.
En general, las reseñas que recibió el juego fueron favorables, pero los críticos notaron diferencias en su estilo comparado con otras entregas de la serie, cosa que asociaron al hecho de que es el primer intento de Neversoft de desarrollar un videojuego para Guitar Hero. Se lo cita frecuentemente como «muy difícil», pues crea «paredes de notas» que son difíciles de completar y esto llevó a plantear cambios en la ubicación de las notas para juegos futuros que se diseñarían dentro la serie. De acuerdo con Activision, Guitar Hero III: Legends of Rock fue el juego más vendido durante 2007, tanto en términos de unidades vendidas como en ingresos obtenidos, además de que ha sido el primer videojuego en lograr preventas de más de mil millones USD. La compañía también afirma que es el segundo juego más vendido desde 1995, después de Wii Play, y es uno de los juegos desarrollados por terceras compañías más vendidos para Wii.

## Sistema de juego

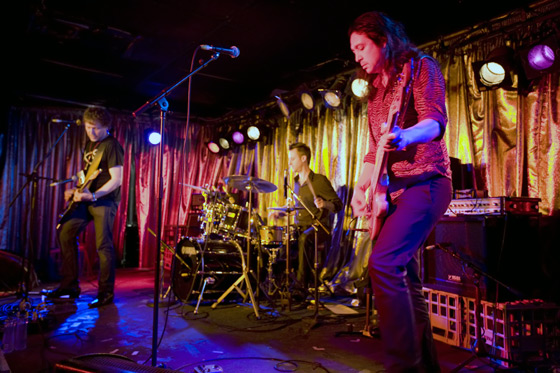
Al igual en anteriores entregas de la serie, en Guitar Hero III: Legends of Rock, cuando se accede al modo carrera, o algún otro modo de juego, el jugador aparece representado por un avatar, el cual toca las canciones junto con una banda, emulando estar en un concierto. En la imagen, el grupo Kim Salmon and the Surrealists.

El sistema de juego en Legends of Rock es similar al de los anteriores títulos de la serie. El jugador debe acertar ciertas notas que aparecen en la pantalla deslizándose a la parte inferior de forma simultánea y debe sincronizar el ritmo del juego con la música que se escucha al fondo para mantener una melodía constante y ganar así puntos. Para tocar dichas notas, se usa un control con forma de guitarra, el cual tiene una pequeña barra que simula las cuerdas y al mismo tiempo debe presionar los botones correspondientes para emular el tocado de los trastes. Si el jugador utiliza el control estándar en vez de la guitarra, solo se deben presionar los botones correctos —los cuales están marcados por colores— y no es necesario generar el rasgueo. Se puede aumentar la duración de las notas manteniendo el botón que simula un traste presionado hasta que terminen y de esta manera se pueden tocar de dos a cuatro acordes seguidos. El juego simula hammer-ons y pull-offs en las secciones donde las notas aparecen rápidamente, lo cual le permite al jugador abstenerse de tocar algunas en forma específica. Errar una nota hace que el medidor de desempeño descienda. Cuando el medidor disminuye demasiado, el jugador pierde la partida y se representa en el juego como si abuchearan a la banda en el escenario. Si se tocan de manera correcta diez notas sucesivas, se multiplica el puntaje del jugador y esto puede ocurrir hasta cuatro veces. Secciones especiales, que poseen notas con forma de estrella, pueden usarse para obtener «Star Power». Cuando se posee suficiente, se puede activarlo para doblar el multiplicador de puntaje ya sea rotando el control con forma de guitarra verticalmente o presionando un botón específico en el control. Una vez que está activado, el medidor de desempeño aumenta más rápido cuando se toca una nota de manera correcta, pero si se falla, el puntaje disminuye considerablemente. Guitar Hero III contiene cuatro niveles de dificultad: «fácil», en donde solo se usan tres de los botones; «medio», donde se usan cuatro; «difícil», en el que se utilizan los cinco y «experto», en el que no se incluyen nuevos botones, pero sí se incrementa el número de notas que deben ser tocadas y la dificultad general del juego.
Mientras se toca la canción, un grupo de avatares que conforman una banda virtual junto al personaje elegido por el jugador interpretan la melodía al mismo tiempo que suena la música y reaccionan de manera sincronizada a la activación del «Star Power» o cuando se pierde la partida. Legends of Rock posee un elenco de trece personajes, mismos que el usuario puede adaptar con variadas carcasas de guitarra y trajes utilizando el dinero obtenido en presentaciones exitosas. El jugador puede enfrentarse a tres diferentes jefes —Tom Morello, Slash, y Lou the Devil— que también se pueden controlar una vez que se los derrota en sus respectivas batallas dentro del modo carrera. Aunque Bret Michaels aparece en el juego y solo toca ciertas canciones, no es un personaje controlable.

### Modo carrera

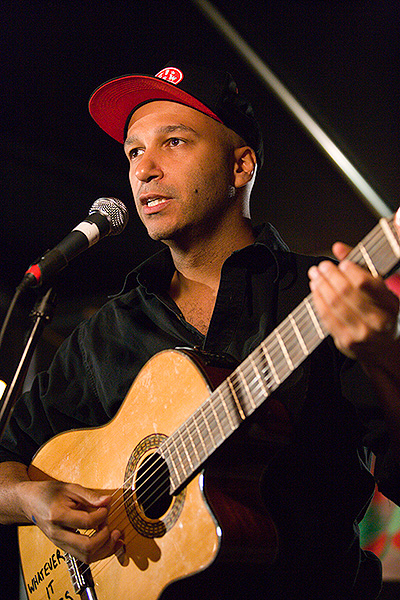
El guitarrista estadounidense Tom Morello es uno de los personajes jefes en el videojuego.

El modo de un jugador o modo carrera de Guitar Hero III contiene ocho niveles, con 42 canciones en total. En cada nivel, el jugador interpreta cierto número de canciones, que depende del grado de dificultad seleccionado y se le ofrece tocar una repetición de una canción adicional y finalizar de este modo el nivel. Una vez que se termina un nivel, se presenta otro inmediatamente. Guitar Hero III incluye batallas contra los jefes en el modo carrera, basadas en la modalidad multijugador batalla. En tres puntos del modo carrera el jugador debe enfrentarse con uno de los personajes jefes para progresar. Cada vez que se completa una canción exitosamente se gana dinero que puede ser usado en la tienda virtual del juego para desbloquear nuevos personajes, vestuarios, guitarras, finales, canciones adicionales y videos. Además, cuando se termina una canción con éxito en la modalidad, esta se desbloquea y se permite tocarla en cualquier otro modo de juego.
Guitar Hero III: Legends of Rock es el primer título de la serie que ofrece un argumento, presentado mediante dibujos animados creados por Titmouse, Inc. Studios. La banda comienza siendo la sensación del barrio y tras firmar un contrato con un misterioso productor llamado Lou comienzan a tener fama internacional y a tocar en diferentes lugares del mundo. Sin embargo, cuando la banda intenta finalizar el contrato, Lou les revela que en realidad es el Diablo, y que su contrato implica la venta de sus almas. Lou obliga a la banda a tocar contra él en el inframundo conocido como el «Infierno de Lou». Pese a todo, la banda logra derrotarlo y hacen que Lou rompa el contrato. Después de esto, la banda regresa al mundo de los mortales y son reconocidos como unas verdaderas «leyendas del rock».
Al usar la misma consola, dos jugadores pueden acceder al modo carrera por cooperación, en el que un jugador toca la guitarra líder mientras que otro toca el bajo o la guitarra rítmica, según la canción. Hay a su vez seis niveles en donde se pueden tocar las mismas canciones pertenecientes al modo carrera para un solo jugador. La forma de interpretar cada canción en el modo cooperativo es única, pues difiere de la de un solo jugador. En este modo de juego no hay batallas contra algún jefe. El argumento de esta modalidad presenta a un vocalista y un baterista que se encuentran buscando a un guitarrista y a un bajista. Tras realizar su primera presentación, el baterista decide grabar un video en el que la banda toca su repertorio. Dicho video ayuda a promover la popularidad de la banda y ellos pronto realizan un concierto en Japón. Los miembros se ven obligados a interrumpir su actividad por tres meses para reconciliar sus diferentes opiniones respecto al futuro de la banda. En su recital de regreso se provoca un incendio y los miembros de la misma acaban por ir a la cárcel. En ese momento, Lou se les aparece y ofrece liberarlos a cambio de que ellos toquen para sus compañeros. Sin embargo, después de terminar su interpretación, ellos se encuentran en el Infierno de Lou, y son obligados a tocar en una presentación en directo para los habitantes del inframundo con el fin de regresar al mundo mortal.

### Multijugador

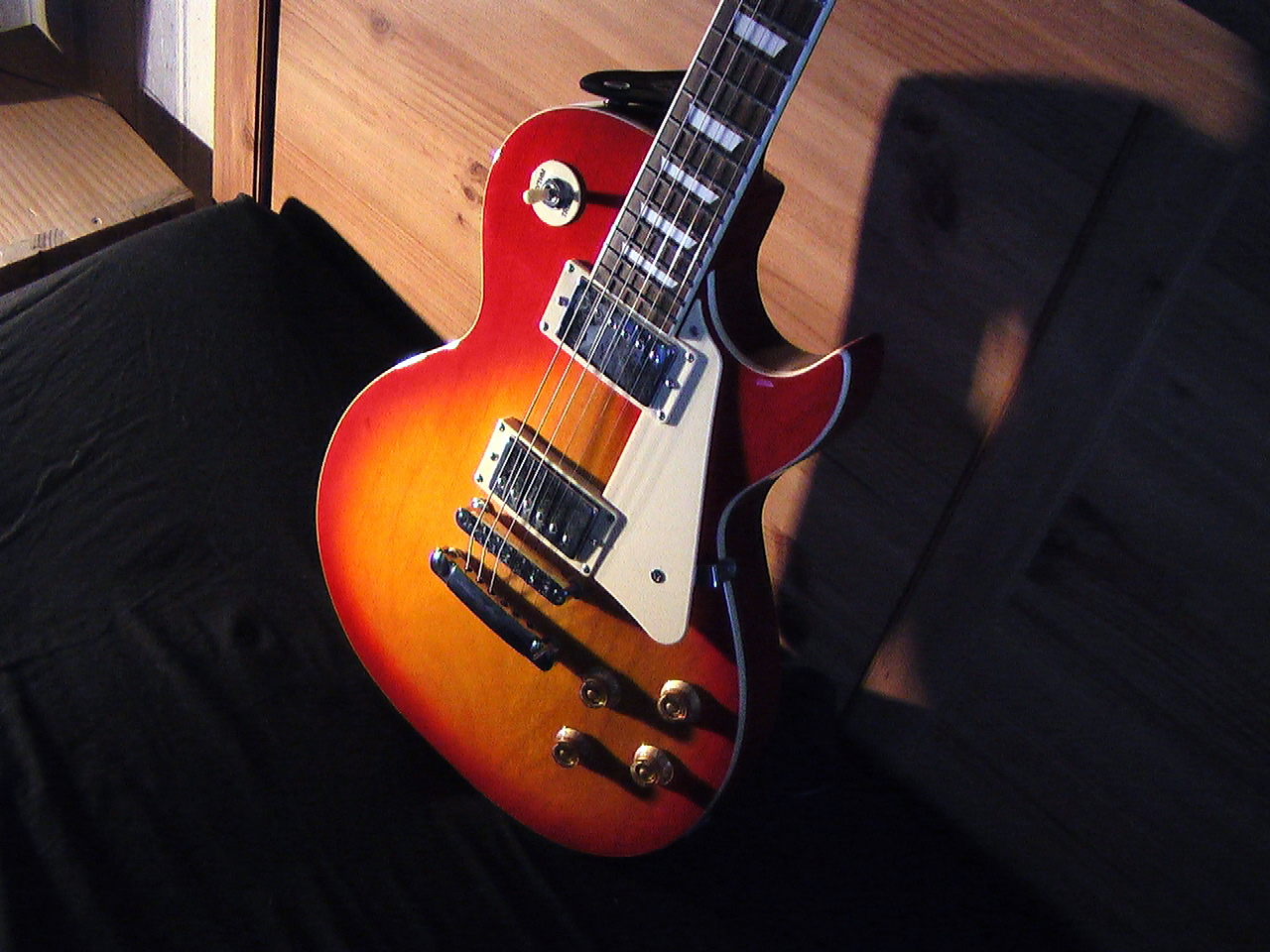
El control con forma de guitarra del videojuego se inspiró en el diseño de una guitarra Gibson Les Paul.

Las versiones para Xbox 360, PlayStation 3 y Wii de Guitar Hero III ofrecen la posibilidad de jugar en línea para competir contra otros jugadores mediante el sistema de conexión a la red respectivo de cada consola. Hay tres modos de juego en línea, «Face Off», «Pro Face Off» y batalla. Los desafíos «Face Off» consisten en modos de estilo score attack, ya presentes en Guitar Hero II, donde dos jugadores intentan obtener la mayor puntuación en una canción dada; en el modo estándar de «Face Off» los jugadores pueden elegir diferentes grados de dificultad, mientras que en el modo «Pro Face Off» ambos deben jugar en el mismo nivel.
El modo de batalla en Legends of Rock es un modo de competencia entre dos jugadores que están conectados en forma local, o en su defecto, al sistema en línea. Dos jugadores compiten entre sí, e intentan hacer perder a su oponente tocando con éxito la secuencias «Battle Power» en reemplazo de las secciones «Star Power» con la finalidad de ganar puntos, y lograr así atacar al otro participante. Los jugadores pueden almacenar hasta tres a la vez y se lanzan de la misma forma en que se activa el «Star Power» en la modalidad de juego normal. En este caso, el resultado hará que la canción se dificulte para el contrincante al agregar notas adicionales, o bien, lo obligará a realizar acciones especiales para neutralizar el efecto, como presionar un determinado botón de traste repetidas veces como respuesta al efecto de una cuerda rota. Si un jugador fracasa en tocar una canción, el otro gana la partida. En caso contrario, es decir, en el que ningún jugador gane la partida, se accede a un desempate mediante muerte súbita, en donde el único «Battle Power» disponible son los ataques «Death Drain», los cuales absorben puntos del medidor de energía del otro jugador, haciendo que este pierda irremediablemente la partida.

### Controles

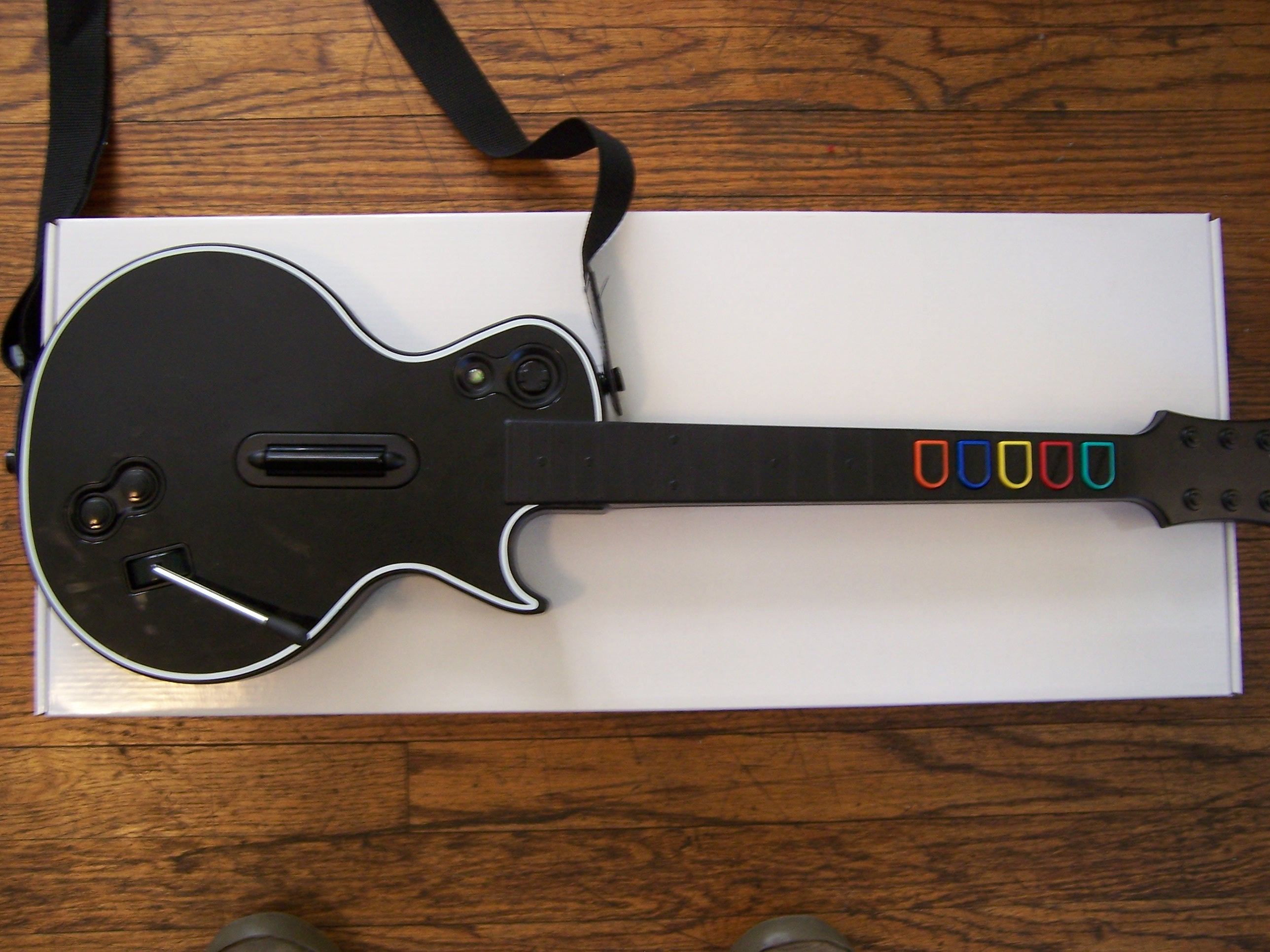
En la imagen, un control con el diseño de la guitarra Les Paul, para Xbox 360.

Guitar Hero III incluye controles en forma de guitarra inalámbricos que fueron desarrollados para las ediciones de consola, aunque también se pueden usar los controles de los otros videojuegos de la serie. Lee Guinchard, vicepresidente de hardware de RedOctane, mencionó que los controles inalámbricos fueron la «primera y principal consideración» respecto al juego. Las versiones de los controles para la Xbox 360 y PlayStation 3 se crearon en base una guitarra Les Paul negra y poseen carcasas intercambiables. La versión para PlayStation 3 requiere de una mochila para equiparar al control inalámbrico. Además, el control para la Wii consiste en una imitación de una guitarra Les Paul, pero posee una pequeña ranura donde se puede insertar el Wiimote. Esto permite al juego ofrecer ciertas características únicas de la consola, como por ejemplo, el uso del altavoz interno o la vibración del control, con el fin de estimular la sensación de que se ha perdido una nota o cuando se usa el «Star Power». El control para la PlayStation 2 está basado en una guitarra Kramer Striker y también necesita de una mochila para activar la función inalámbrica. Todos los modelos del control presentan un mástil desmontable para facilitar su transporte. Las versiones del juego para PC y Mac tienen un control semejante al utilizado para la versión de Guitar Hero II para dichas plataformas; éstos a su vez están basados en la guitarra Gibson Explorer y pueden conectarse mediante un puerto USB.

## Desarrollo

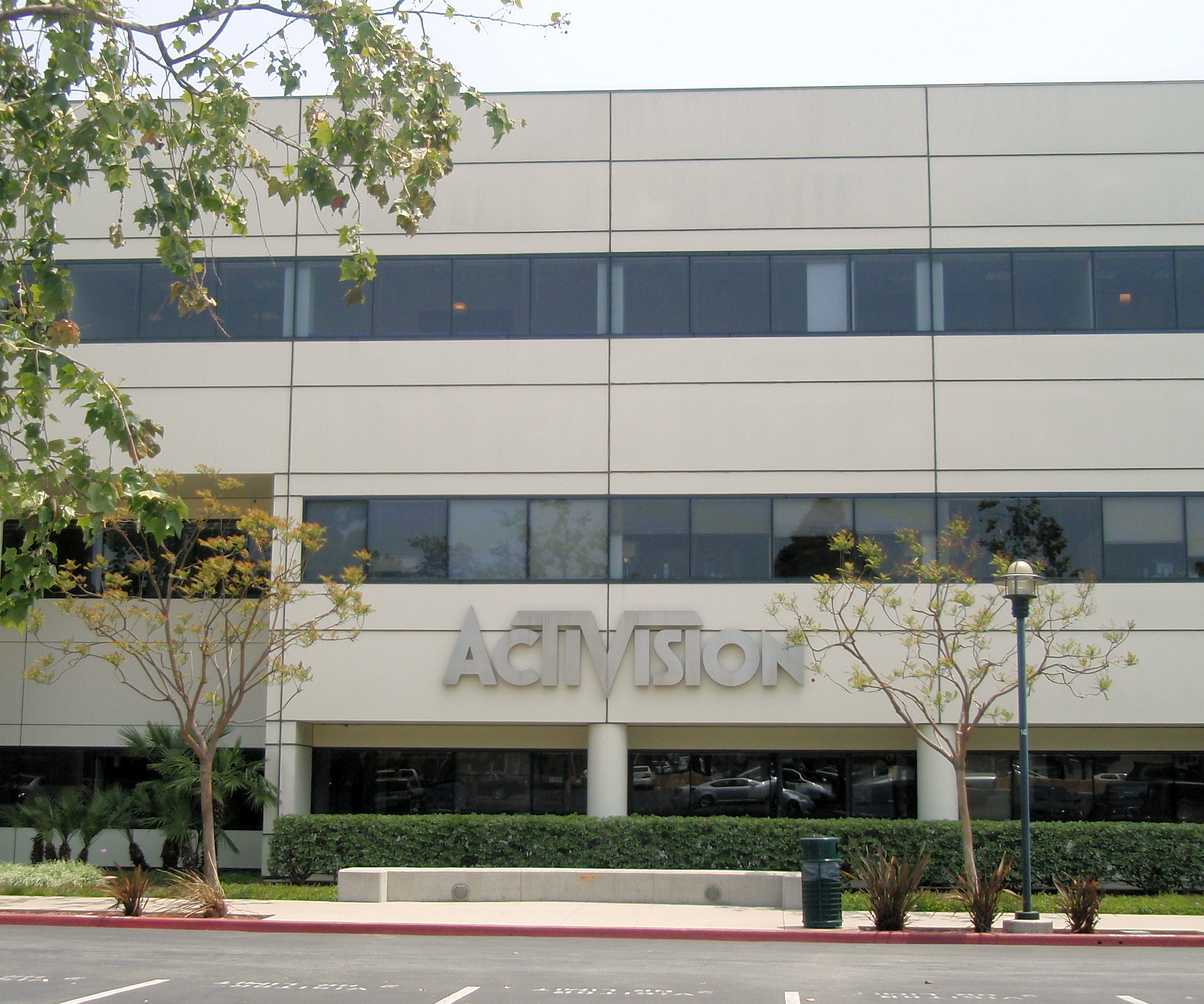
Como resultado de la adquisición que Activision hizo con RedOctane, la compañía solo se dedicó a producir el juego, y Neversoft fue quien se encargó de su desarrollo. En la imagen, las oficinas centrales de Activision.

Activision compró a RedOctane por la cantidad de 100 millones USD durante 2006, con el propósito de alcanzar «una posición de liderazgo en [la industria de los] videojuegos musicales». En el mes de septiembre de ese año, MTV adquirió Harmonix, quien había desarrollado todos los juegos de Guitar Hero hasta ese momento; esto daría lugar a la aparición de su competencia: la serie de juegos Rock Band. Ya que Harmonix no estaba disponible, Activision eligió a Neversoft Entertainment para que desarrollara Legends of Rock. El presidente de Neversoft Joel Jewett afirmó que se encargó a su compañía el desarrollo del juego por una conversación que había mantenido con los fundadores de RedOctane Kai y Charles Huang en la convención del E3 de 2006, en la que Jewett comentó que el primer juego de Guitar Hero ayudó a reducir el estrés en las oficinas de Neversoft durante el desarrollo de Tony Hawk's Project 8. Meses después, Jewett fue contactado por los hermanos Huang, quienes le preguntaron si Neversoft estaba interesado en desarrollar Guitar Hero III: Legends of Rock. Dusty Welch, jefe de edición de RedOctane, reconoció que Neversoft llevaba «una trayectoria de más de diez años en la industria, y que con cada año que pasaba, había logrado publicar por lo menos un juego, además de haber logrado estar siempre en la cima de las listas» y pensó que el grupo de desarrollo «le dio un sentido de sensibilidad musical mejor y más profundo» a la serie. A pesar de la experiencia que tuvo anteriormente con el desarrollo de los anteriores títulos, Alan Flores, jefe del departamento de desarrollo de Harmonix, mencionó que el juego fue «engañosamente simple» y que le tomó mucho trabajo al equipo de treinta personas que él encabezaba recrear el sistema de juego de Guitar Hero III. Aunque ellos «quisieron llevar la experiencia de Guitar Hero a un nivel más elevado» mediante la implementación de más instrumentos musicales, de una manera similar a como lo hizo Rock Band, optaron por enfocarse en el perfeccionamiento de la forma de jugar con la guitarra. En 2010 el director ejecutivo de Activision, Bobby Kotick afirmó que opinaban que Neversoft los ayudaría a desarrollar juegos estupendos para la serie, pero se lamentó por no haber dado a Harmonix mayores responsabilidades en el desarrollo, ya que consideraba que esto hubiera sido un movimiento más beneficioso para las dos compañías.
Las notas de las pistas, los movimientos de la banda en escena, la iluminación del escenario y la sinconización de efectos fueron creados por el mismo equipo de programadores, quienes eran músicos y tenían experiencia previa en crear ese tipo de cosas en otros videojuegos o a partir de MIDI. Las notas de las canciones se generaron colocando notas en sincronía con la música; para los pasajes que tenían partes difíciles de encajar con la programación del juego se optó por usar secuencias de notas que parecerían concordar con la música pero que se pudieran jugar aun así. Los hammer-ons y pull-offs de los previos juegos Guitar Hero se ejecutan automáticamente; en esta edición, el software se diseñó especialmente para permitir crear estos efectos manualmente en las canciones, como realizar un bend con las cuerdas de una guitarra real. La animaciones de los personajes se seleccionaron de entre varios que el equipo de animaciones programó, mientras que la iluminación y los efectos se diseñaron sobre la base de los usados en interpretaciones en vivo de conciertos o a los utilizados en las presentaciones de videos en YouTube. Un equipo aparte diseñó los diversos escenarios y entornos que aparecen en el juego. El equipo quiso mantener el mismo estilo artístico que en los anteriores videojuegos de la serie, pero deseaban añadirle «una cierta chispa» para mejorar los diseños anteriores. Una vez que se hizo una tormenta de ideas, el equipo comenzó a buscar referencias en escenarios reales para exapandirse y se preparó un dibujo bidimensional de los escenarios para una revisión que se conservó como patrón para diseñar los demás. A partir de esto, se creó una versión tridimensional pop up y se añadieron conceptos del arte en dos dimensiones para determinar la ubicación correcta de los elementos decorativos. Este equipo trabajó junto al departamento de animación para ubicar a los miembros de la banda, la iluminación del escenario y otros efectos del juego antes que la versión final tridimensional se completara. El escenario final incluía diversos elementos animados para hacerlo más vívido.
Para los personajes, los programadores intentaron mantener la apariencia de cómic de los videojuegos previos, pero decidieron finalmente actualizarla con materiales y texturas más verosímiles para aprovechar el alto nivel de gráficos de las consolas de séptima generación. Los programadores primero hicieron bocetos par determinar la ropa que usarían y su apariencia y crearon un traje principal y otro alternativo para cada personaje. Tras esto, se crearon mallas de bajo nivel para cada uno, cuyos detalles se añadieron con Zbrush. Esto resultó en que, antes de que fueran escalados para que cupieran en el ámbito del videojuego, los personajes debieron tener más de seis millones de polígonos. Las texturas y el sombreado de los píxeles se agregaron utilizando su trabajo anterior en Tony Hawk's Porject 8 para que fuese similar al estilo de los videojuegos Guitar Hero. A diferencia de los otros juegos de Tony Hawk, cada personaje en el juego posee un esqueleto único que sigue sus variaciones en tamaños y formas, lo que permitió a los animadores crear movimientos únicos para cada personaje. Guitar Hero III: Legends of Rock presenta tres personajes nuevos creados sobre la base de músicos de la vida real: Slash, Tom Morello y Bret Michaels y cada uno toca una o más canciones dentro de su repertorio. Los tres personajes se crearon mediante la captura de movimiento de la Motion Analysis Corporation.

## Banda sonora

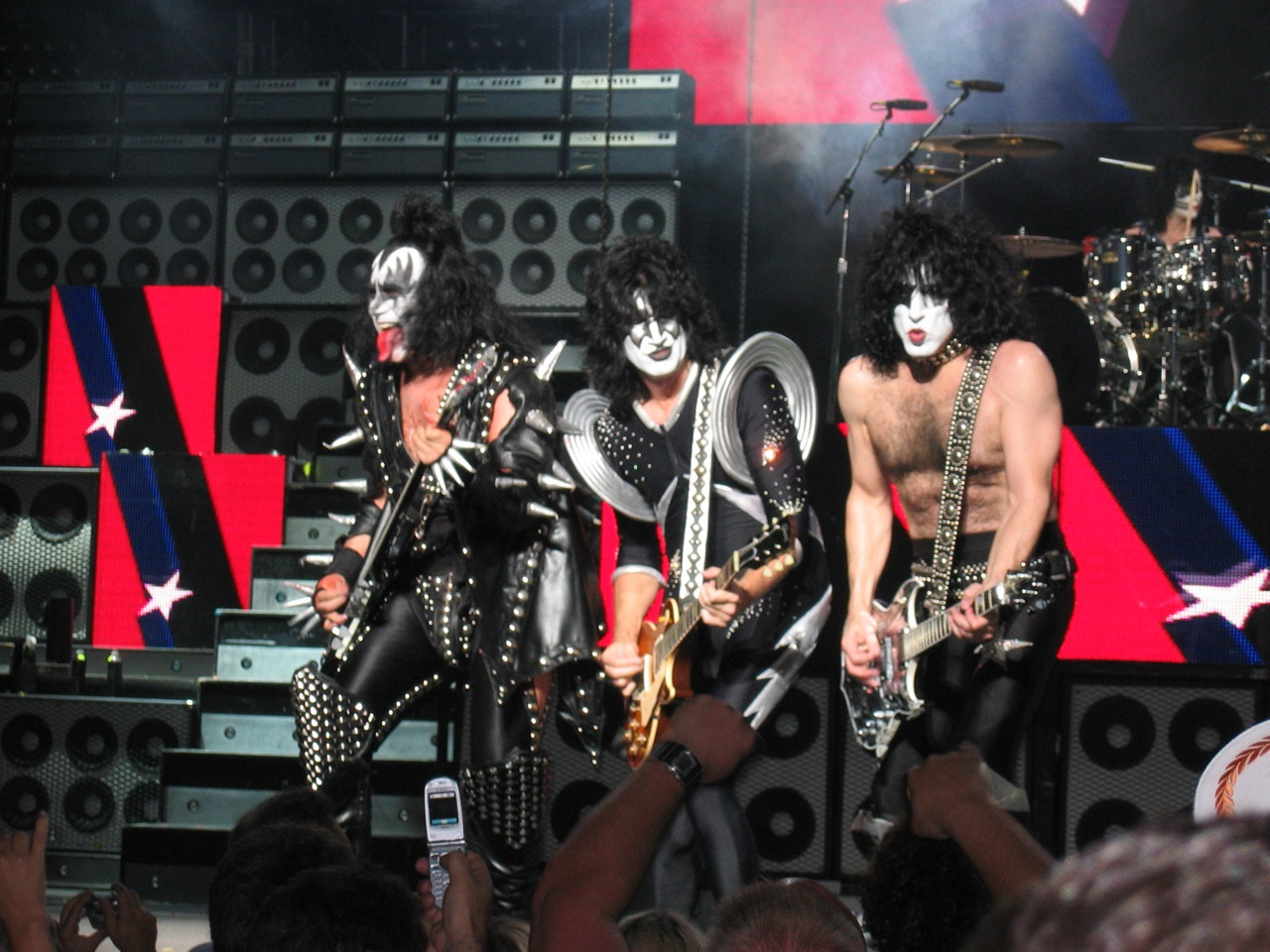
El videojuego incorpora en su banda sonora una gran variedad de temas, entre ellos la canción «Rock and Roll All Nite» de la banda Kiss.

Guitar Hero III: Legends of Rock presenta 73 canciones que pueden jugarse; 42 son parte de la lista principal, 6 son parte del modo carrera por cooperación y las 25 restantes son pistas adicionales. En total, 54 de las canciones del juego son grabaciones masterizadas. Además, el modo carrera incluye tres batallas, una contra cada jefe: Slash, Tom Morello y Lou the Devil. Slash y Morello grabaron y compusieron música original de batalla para el videojuego. El guitarrista Steve Ouimette tocó como Lou the Devil para la batalla final y grabó una versión de heavy metal basada en guitarra de «The Devil Went Down to Georgia» con este propósito. La lista se compone de canciones como «Rock and Roll All Nite» de Kiss, «Paint It Black» de The Rolling Stones, «Cherub Rock» de The Smashing Pumpkins, «Suck My Kiss» de Red Hot Chili Peppers, «Sabotage» de Beastie Boys, «The Metal» de Tenacious D, «My Name is Jonas» de Weezer, «School's Out» de Alice Cooper, «Talk Dirty to Me» de Poison, «Slow Ride» de Foghat y «Barracuda» de Heart. También presenta regrabaciones de «Anarchy in the U.K.» de Sex Pistols y «Cult of Personality» de Living Colour específicamente hechas para Guitar Hero III: Legends of Rock debido a que las grabaciones originales no pudieron encontrarse. Este videojuego es el primero de la serie en presentar una pista adicional que no es una grabación original —es decir, que se hubiera lanzado como sencillo o como canción promocional— («She Bangs the Drums» de The Stone Roses).
El videojuego también posee pistas que pueden descargarse para las versiones de Xbox 360 y PlayStation 3; varias canciones y paquetes gratuitos están disponibles en el Xbox Live Marketplace y en el PlayStation Store. En julio de 2008, Activision anunció que lanzaría contenido descargable para la consola Wii a principios de 2008, pero finalmente no pudo hacerlo debido a limitaciones con el almacenamiento de memoria de la consola, un problema que se superó en la secuela del videojuego, Guitar Hero World Tour. Cuando la banda de thrash metal Metallica lanzó su álbum Death Magnetic el 12 de septiembre en 2008, este también se volvió disponible como paquete para descarga para el videojuego, su secuela y para Guitar Hero Metallica (2009). Además, la banda sonora en formato CD del videojuego ofrece un código para obtener tres pistas para jugar, las cuales son exclusivas para Xbox 360 y pueden descargarse mediante el Xbox Live Marketplace.

## Lanzamiento
El anuncio original de Activision de Guitar Hero III: Legends of Rock indicaba que el juego sería lanzado durante su año fiscal de 2008, que terminaba el 31 de marzo de dicho año; RedOctane después aclaró que el juego podría salir durante el último cuarto de 2007, y reveló además que todas las versiones del juego contarían con controles inalámbricos, así como un modo multijugador en línea y contenidos descargables. Activision y RedOctane anunciaron oficialmente que el juego se lanzaría para las consolas PlayStation 2, PlayStation 3, Wii y Xbox 360 el 23 de mayo de 2007. Budcat Creations importó el juego para la PlayStation 2, mientras que Vicarious Visions lo hizo para la Wii. Durante septiembre de 2007, Aspyr Media mencionó que se encargaría de trasladar el juego para las plataformas PC y Macintosh. Varias demostraciones de Legends of Rock aparecieron en el juego Tony Hawk's Proving Ground para la Xbox 360 en el Xbox Live Marketplace, y mediante Internet como una imagen ISO. Estas ofrecían cinco canciones («Lay Down», «Rock You Like a Hurricane», «Even Flow», «Hit Me with Your Best Shot», y «The Metal») que se habían tocado anteriormente en el Desert Rock Tour. La versión de fábrica no incluía el modo offline de la partida rápida por cooperación, una característica que sí venía en Guitar Hero II. Este modo de juego se añadió a las versiones de la Xbox 360 y PlayStation 3 mediante un parche.

### Impacto comercial
Activision consideró a Legends of Rock como su «mayor lanzamiento de algún producto en la Historia» pues vendió 1,4 millones de copias a nivel mundial, además de que logró recaudar 100 millones UDS en su primera semana de ventas en los Estados Unidos; adicionalmente, se lograron comercializar otros 1,9 millones de copias durante el siguiente mes después de su lanzamiento. Posteriormente, la compañía temió no ser capaz de satisfacer la demanda del juego en la temporada vacacional de 2007. Hacia el 13 de julio de 2008, el juego había logrado vender más de 8 millones de copias a nivel mundial. Durante los primeros siete meses de 2008, el juego vendió 3 037 millones de unidades en los Estados Unidos, 412 000 en el Reino Unido, y 26 000 en Japón y en total, 3 475 millones de unidades, de acuerdo a estudios realizados por NPD Group, GfK Chart-Track y Enterbrain. Más de dos millones de copias se coomercializaron únicamente para la consola Wii y con eso logró convertirse en uno de los videojuegos más vendidos hechos por una compañía tercera para dicha consola. Los ingresos de las ventas del juego durante el primer año de su lanzamiento se incrementaron hasta alcanzar la cantidad de 750 millones USD. En la edición del 2009 de la Consumer Electronics Show el director general de Activision, Mike Griffith, sostuvo que Guitar Hero III: Legends of Rock fue el primer videojuego en exceder los mil millones USD en ventas. Según datos recopilados de la NPD Group durante enero de 2010, Guitar Hero III es el segundo juego más vendido en los Estados Unidos, solo superado por Wii Play. Hacia marzo de 2011, se convirtió en el juego más vendido y había recaudado 830,9 millones USD desde su puesta a la venta.

## Recepción
Guitar Hero III: Legends of Rock recibió en general críticas positivas, aunque tuvo un puntaje menor que sus predecesores en el sitio de compilación de reseñas Metacritic. Se elogió particularmente el control con forma de guitarra Gibson Les Paul incluido en el juego. GameSpy, en su reseña de la versión correspondiente a cada consola, vio con buenos ojos los nuevos controles y llamó a la guitarra de la versión para Wii el mejor periférico con forma de guitarra que hayan visto y alabaron la opción de vibración.
Sin embargo, en otras reseñas similares, se criticó el hecho de que se hayan realizado cambios a Legends of Rock respecto a los anteriores juegos de la serie de Guitar Hero. En la reseña que realizó IGN a las versiones para la Xbox 360 y la PlayStation 3, se consideró que el juego fue un «esfuerzo bastante seguro» por parte de Neversoft, puesto que la desarrolladora invirtió poco tiempo en cambiar el sistema de juego, a pesar de que era la primera vez que ellos se encargaron de realizar una versión dentro de la serie. El sitio web también criticó la carencia de alguna característica para personalizar a los personajes. Sin embargo, la reseña respectiva para Wii afirmó que la presentación que ofrecía el juego así como la dirección artística del mismo, daba una sensación «forzada» del título, y como resultado de esto, el juego resultaba visualmente menos atractivo con respecto a las versiones anteriores. GameDaily cuestionó el hecho de que la mayoría de las canciones con las que contaba el juego consistían únicamente en una «banda sonora de niños blancos», pues los editores querían ver «más de leyendas como Jimi Hendrix y Prince» dentro del repertorio. GameSpy se quejó de los diferentes niveles de dificultad que presenta el juego. El sitio sostuvo que «el nivel de [dificultad] medio, se siente como si tuvieras que presionar muy fuerte el botón naranja», y que además, cuando el jugador utiliza el Star Power acumulado, la secuencia tiende a volverse muy larga, llegando a afirmar que en algunos momentos el juego parece una «prueba de fuego» a comparación de los otros dos títulos anteriores. Asimismo, criticaron el enfoque que se le dio a la mochila que se utiliza en el control de la PlayStation 3, así como a la falta de soporte en línea que proveía la versión para dicha consola. Por otro lado, GameSpot mencionó que el juego contenía una «alta dosis de publicidad interna». GameSpy comentó que la versión para la PlayStation 2 recibió «el extremo corto del palillo» debido a que no ofrecía un soporte para jugar en línea. La Official Xbox Magazine también criticó al juego por ser «demasiado competitivo», una faceta que no era tan notoria en las otras versiones. De igual manera, la versión para PC fue también objeto de crítica, pues no fue del agrado de los revisores que dicho periférico tuviera tantos requisitos para poder jugarse, además de que dicha versión tenía varios problemas de lag así como de ralentización, cosas ambas que deben de evitarse en los sistemas de alta potencia.

### Récord Guinness Mundial
En reconocimiento a la popularidad alcanzada por el juego, el Libro Guinness de los Récords Mundiales creó una categoría especial para el «puntaje más alto obtenido en una canción» en Legends of Rock en su Gamer's Edition, tomando como referencia la canción «Through the Fire and Flames», pues los jueces notaron que esa es una de las pistas más difíciles del juego. El triunfo ha sido compartido, en diferentes ocasiones entre Chris Chike, quien también ganó el Torneo Nacional de Guitar Hero III realizado por Play N Trade durante 2008, y Danny Johnson, el actual poseedor del récord. Tanto Chike como Johnson han completado la canción sin perder ni una sola nota, e incluso han documentado sus rendimientos en la página web YouTube, aunque Johnson ha sido el único que ha logrado acertar el 100% de las notas en eventos oficiales.

### Juicio

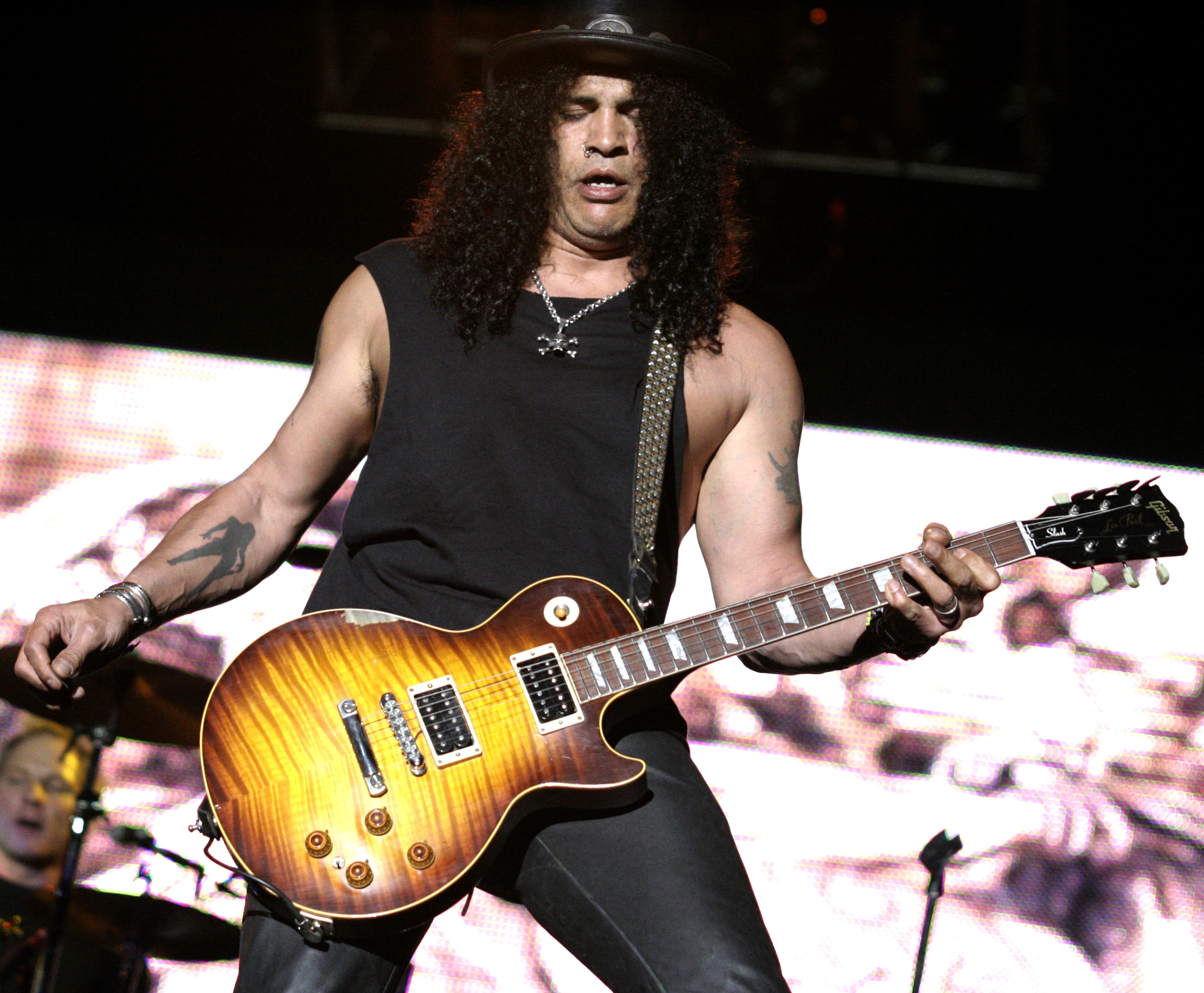
El que Slash apareciera en el videojuego hizo que se llegara a una demanda en contra de Activision por parte de Axl Rose. Sin embargo, el juicio aún continúa. En la imagen, el músico en cuestión.

En noviembre de 2010, Axl Rose demandó a Activision por 20 millones USD por mal empleo de la música de los Guns N' Roses y específicamente a Slash en el Guitar Hero III. En el juicio, Rose afirmó que cuando se enteró de que habría un personaje imitando al guitarrista y otras canciones de Velvet Revolver, se negó a autorizar a Activision a usar «Welcome to the Jungle» en el videojuego, ni las imágenes promocionales de Slash que ya habían sido creadas. Según el vocalista, Activision afirmó que solo se usarían en la campaña publicitaria, pero finalmente acabaron empleándose también en el videojuego. También añadió que la compañía usó «Sweet Child O'Mine», licenciada exclusivamente para Guitar Hero II, en la campaña publicitaria de su secuela. El juez encargado del caso permitió continuar el juicio tras una audiencia inicial en marzo de 2011. El juicio, sin embargo, se prolongó hasta mayo de 2012. Durante los veredictos emitidos durante agosto de 2012, el juez responsable del caso dimitió contra el supuesto fraude de Rose, pues consideró que tanto su discográfica Black Frog Music como él les tomó demasiado tiempo recopilar archivos que sostuvieran su demanda, ya que ellos presentaros sus cargos tres años después de que el juego fuera publicado. Sin embargo, el juez mantuvo la probabilidad de argumento por incumplimiento de contrato, estableciendo un juicio posterior por parte del jurado, que probablemente ocurriría a principios de 2013. Finalmente, durante el primer bimestre de 2013, el juez rechazó la petición del caso, señalando que la tardanza de la presentación de la demanda, como motivo principal, le daba motivos concretos para desestimar la demanda a pesar de que Rose explicó que la demora ocurrió debido a las promesas hechas por Activision en las que proponían desarrollar un juego temático con base a Guns N' Roses como compensación por la violación de los términos del contrato.

## Problemas técnicos
A pesar de que se afirmó en la campaña publicitaria que la versión para Wii poseía sonido Dolby Pro Logic II, algunos jugadores reportaron que no se podía acceder a este tipo de sonido ni al estéreo, sino solo al monoaural. Activision había ofrecido un reemplazo gratuito de un disco remasterizado con el problema solucionado, pero solo para las ediciones norteamericanas y europeas. Más tarde, Activision extendió el programa de reemplazo, incluyendo un reembolso completo del precio de compra del videojuego como alternativa al disco de reemplazo. Se desestimó un juicio colectivo a causa del sonido monoaural, por lo que Activision ofreció entregar diversas carcasas gratuitas para el control en forma de guitarra Les Paul a quienes solicitaron un disco parchado. Además, durante los primeros días después del lanzamiento del juego, los jugadores experimentaron dificultades al subir sus puntuaciones al sitio oficial de Guitar Hero. Neversoft atribuyó el problema a la «gran cantidad de tráfico [de información en la red]».